# Cartografía portulana

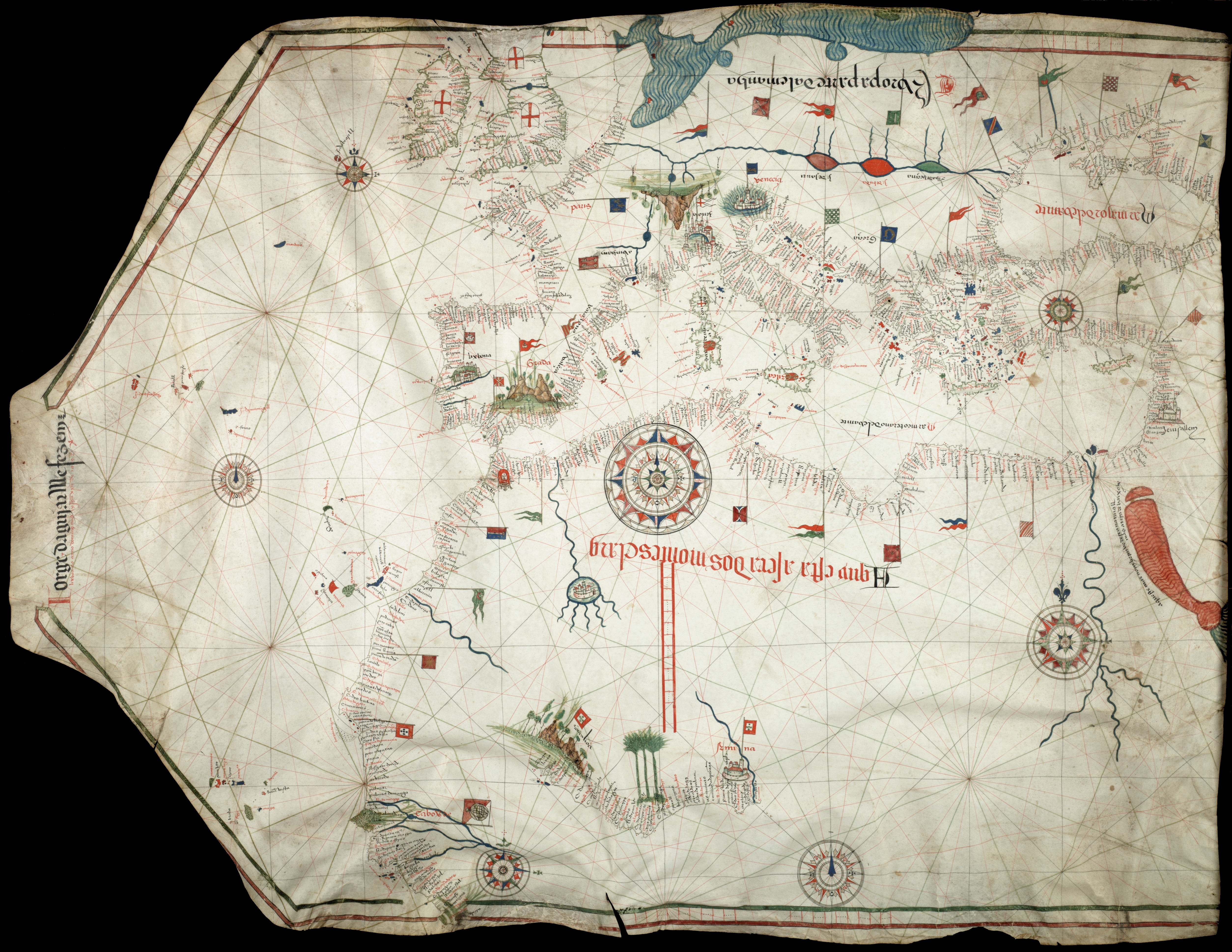
Carta Portulana de Jorge Aguiar. 1492

La Cartografía Portulana es una técnica bajomedieval de elaboración de mapas náuticos de alcance regional. Se basa en la localización de puertos sobre una línea de costa realista, aunque exagerando los accidentes litorales. Su localización es obtenida de forma empírica, con indicación de los puntos cardinales, realizada a escala sobre la base de una serie de proyecciones azimutales "superpuestas". Los centros corresponden a la Rosa de Rumbos Náuticos más cercana, formando así una red de rumbos orientados respecto a una superficie cartográficamente plana.

## Historia
La tecnología para la elaboración de esta técnica cartográfica fue desarrollada en torno al área genovesa, durante la segunda mitad del siglo XIII y difundida muy rápidamente, primero en Venecia y Mallorca y luego, en el siglo XV, en muchos otros centros de producción. 
Durante el siglo XVI las necesidades de la navegación transoceánica le hizo perder vigencia siendo sustituida por una nueva cartografía, heredera de la ptolemaica y mejorada por sistemas de proyección que reducían su fuerte distorsión este-oeste. Sin embargo la cartografía portulana mantuvo su vigencia ornamental y en la navegación de cabotaje europea, especialmente mediterránea, hasta el siglo XVII.
La cartografía portulana, destinada originariamente a la navegación y a la gestión comercial, fue usada también como base para la elaboración de mapas a los que se superponían elementos decorativos, de información geográfica, histórica, política, naturalista, mitológica, religiosa o se añadían territorios extremos no explorados, de la misma forma. Habitualmente los mapas con estos añadidos tenían un carácter suntuario y de prestigio, y su mejor conservación y espectacularidad estética han prevalecido en la valoración historiográfica por encima de los valores auténticamente cartográficos.
La cartografía portulana se manifestó, hasta el siglo XV, mediante diferentes formatos:
1. La Carta Portulana ,[2] sobre un pergamino de oveja, generalmente entero, de forma más o menos rectangular. Es la presentación más antigua conservada y la más generalizada, siendo el ejemplar conservado más antiguo la Carta Pisana de finales del siglo XIII. Podía representar la totalidad o una parte del área portulana. También bajo este soporte se realizaron mapamundis.
2. El Atlas, pergamino encuadernado en forma de libro de gran formato en que cada par de páginas informa de un sector geográfico, generalmente con disparidad de escalas entre cada uno de ellos. Hasta el siglo XV fue de producción casi exclusivamente veneciana y el formato habitual empleado por sus cartógrafos. El atlas más antiguo conservado actualmente es el de Petrus Vesconte de 1313.
3. La carta y el Mapamundi en tablas, sobre pergamino recortado y pegado sobre maderas que se despliegan sobre una mesa. En su conjunto se mantenía la coherencia de escala. Actualmente solo se conserva el mal llamado Atlas Catalán. La primera referencia a su existencia se encuentra en el inventario de bienes del Rey Jaime el Justo, de 1323, en que consta un mapamundi y una carta en tablas. La documentación medieval solo lo menciona en el contexto de la Corona de Aragón, y su producción se ha supuesto exclusivamente mallorquina. En el siglo XV decayó el uso de este formato.
4. El Mapamundi Circular, mapa de gran tamaño ilustrado sobre pergamino de ternera, con forma circular. Solo se conserva una parte de un mapamundi circular de finales del siglo XIV atribuido al taller de los Cresques, y el Mapamundi estense (ca. 1450). Existen precedentes de cartografía medieval pre-portulana con este formato (como los mapamundi de Ebstorf y el de Hereford).

A partir del siglo XVI la cartografía portulana utilizará únicamente el formato de Carta o de Atlas, incorporando si el área a representar lo requiriera, los nuevos descubrimientos geográficos.

## Galería
Tipos de mapas en la cartografía portulana

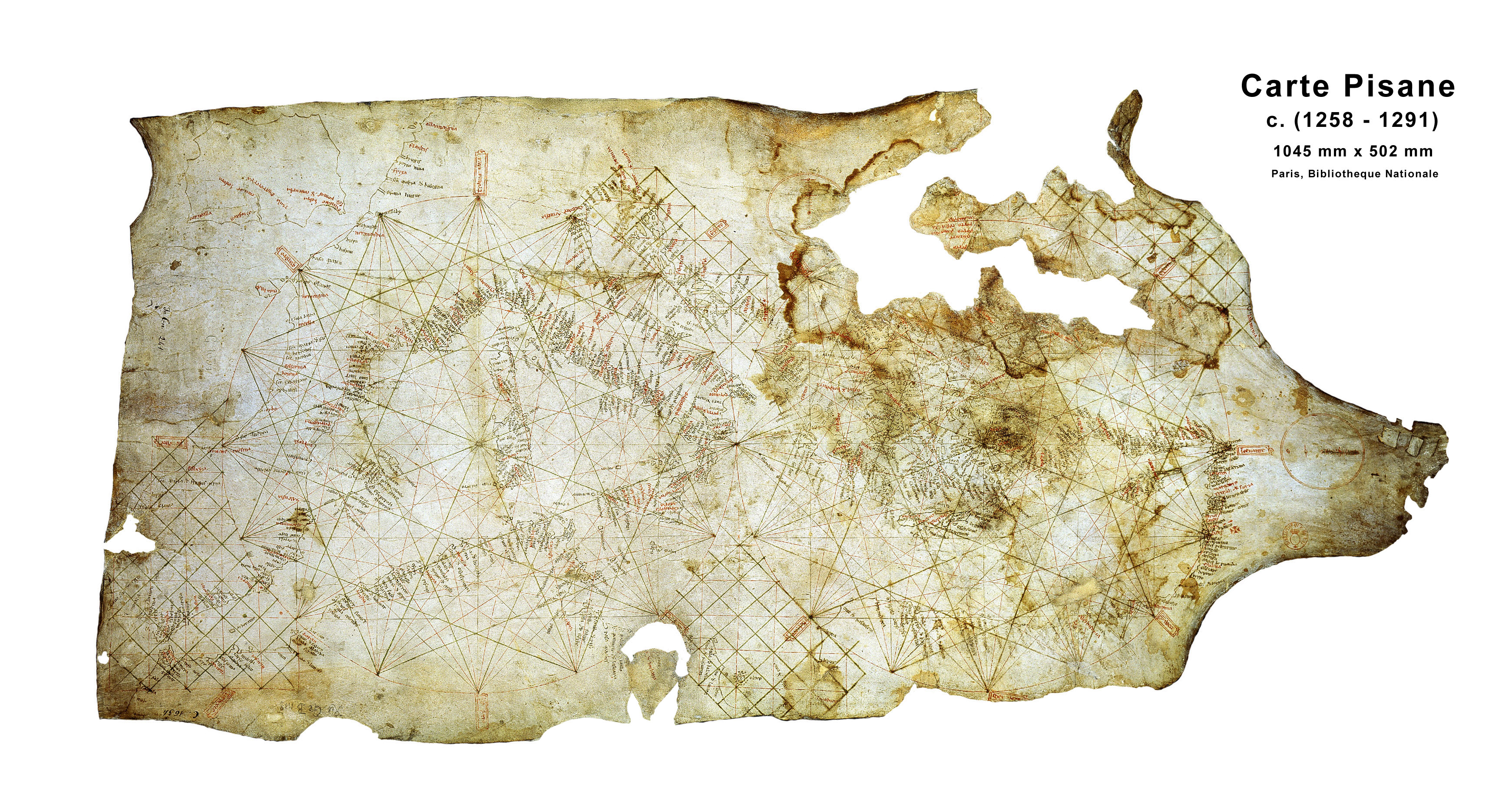
Carta portulana anónima, conocida con el nombre de Carta pisana (finales del siglo XIII). Primer ejemplo conservado de la cartografía portulana
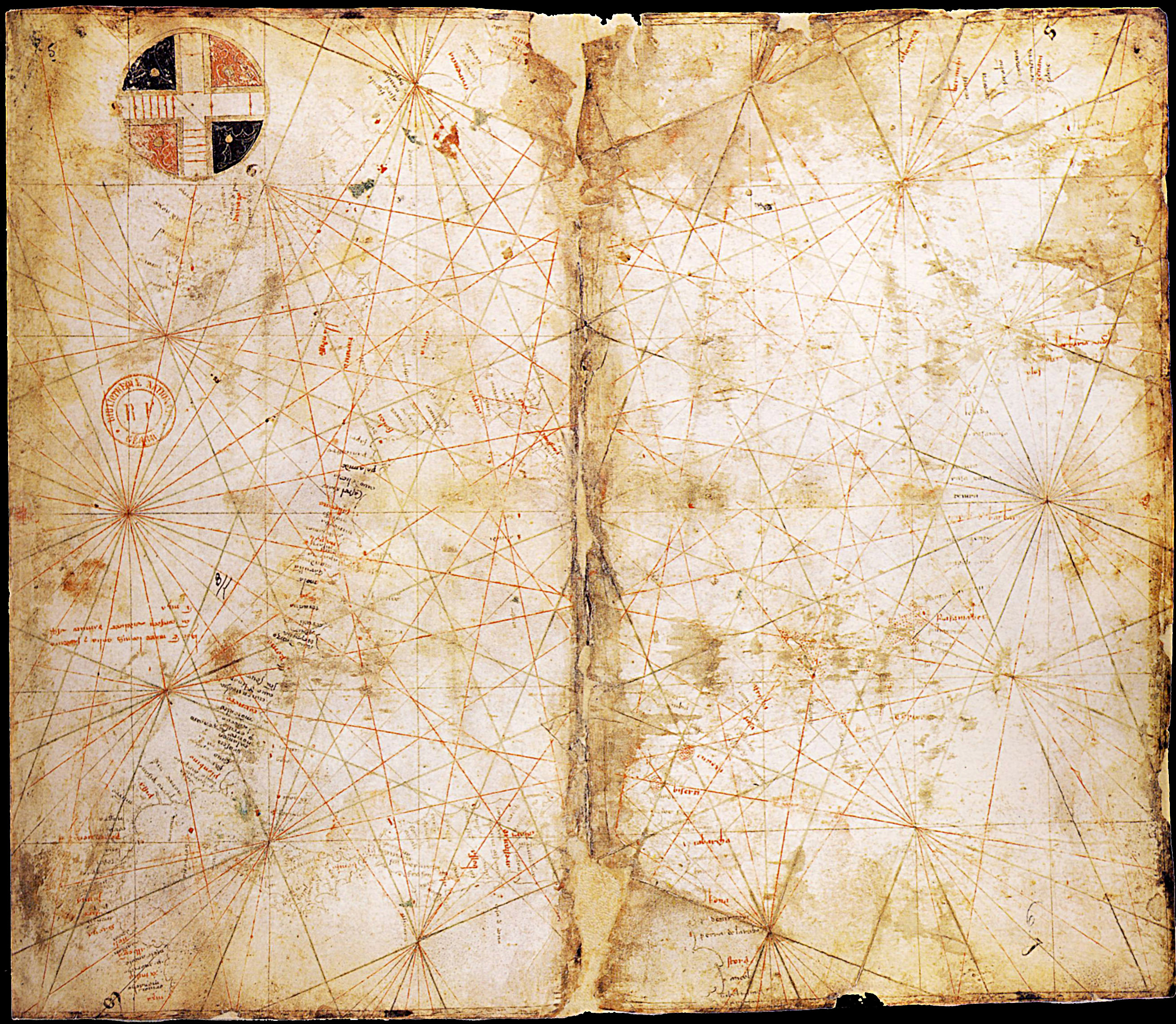
Atlas de Pietro Vesconte (1313), el más antiguo conservado
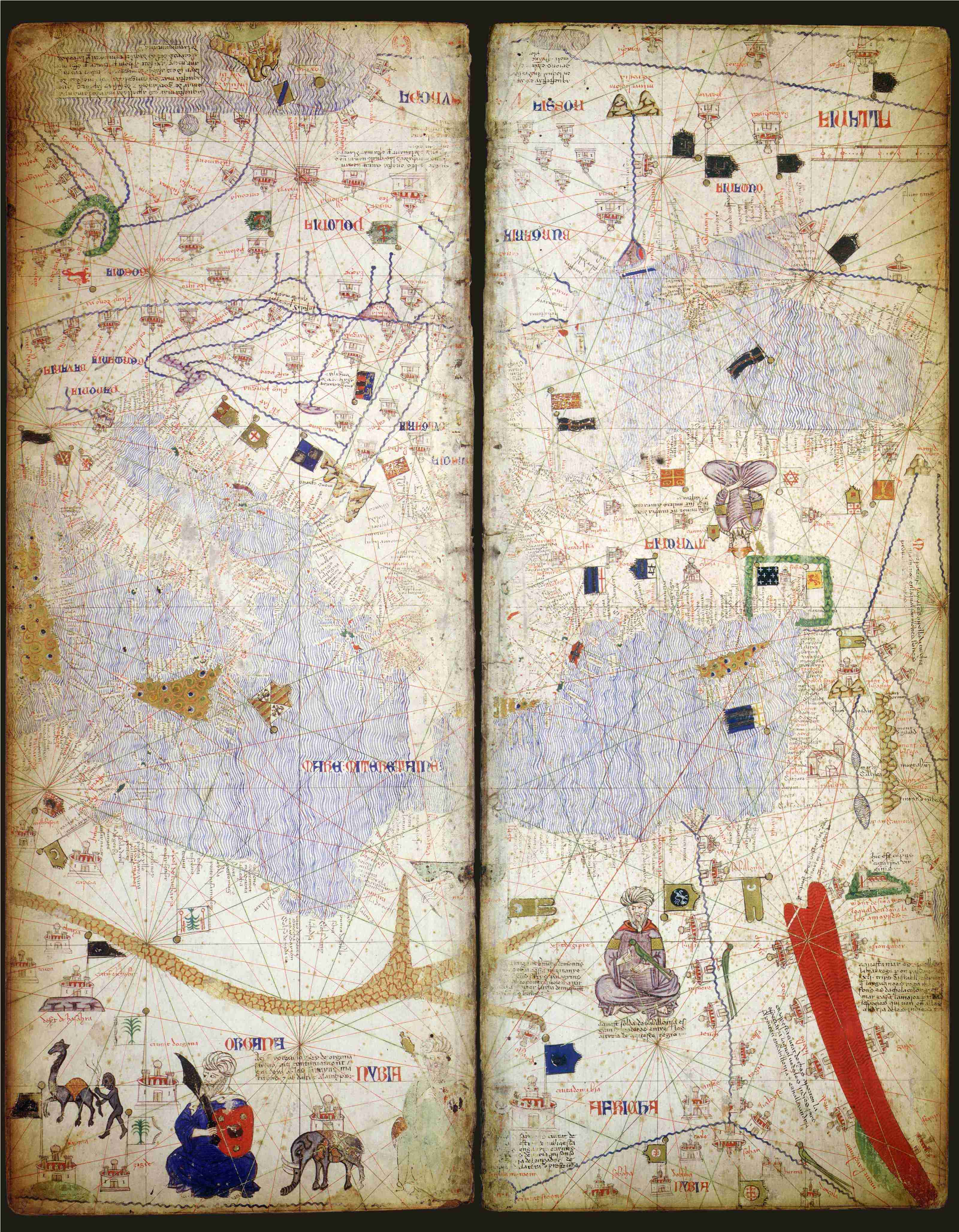
Mapamundi en tablas, fragmento del Atlas Catalán de Cresques Abraham (1375)
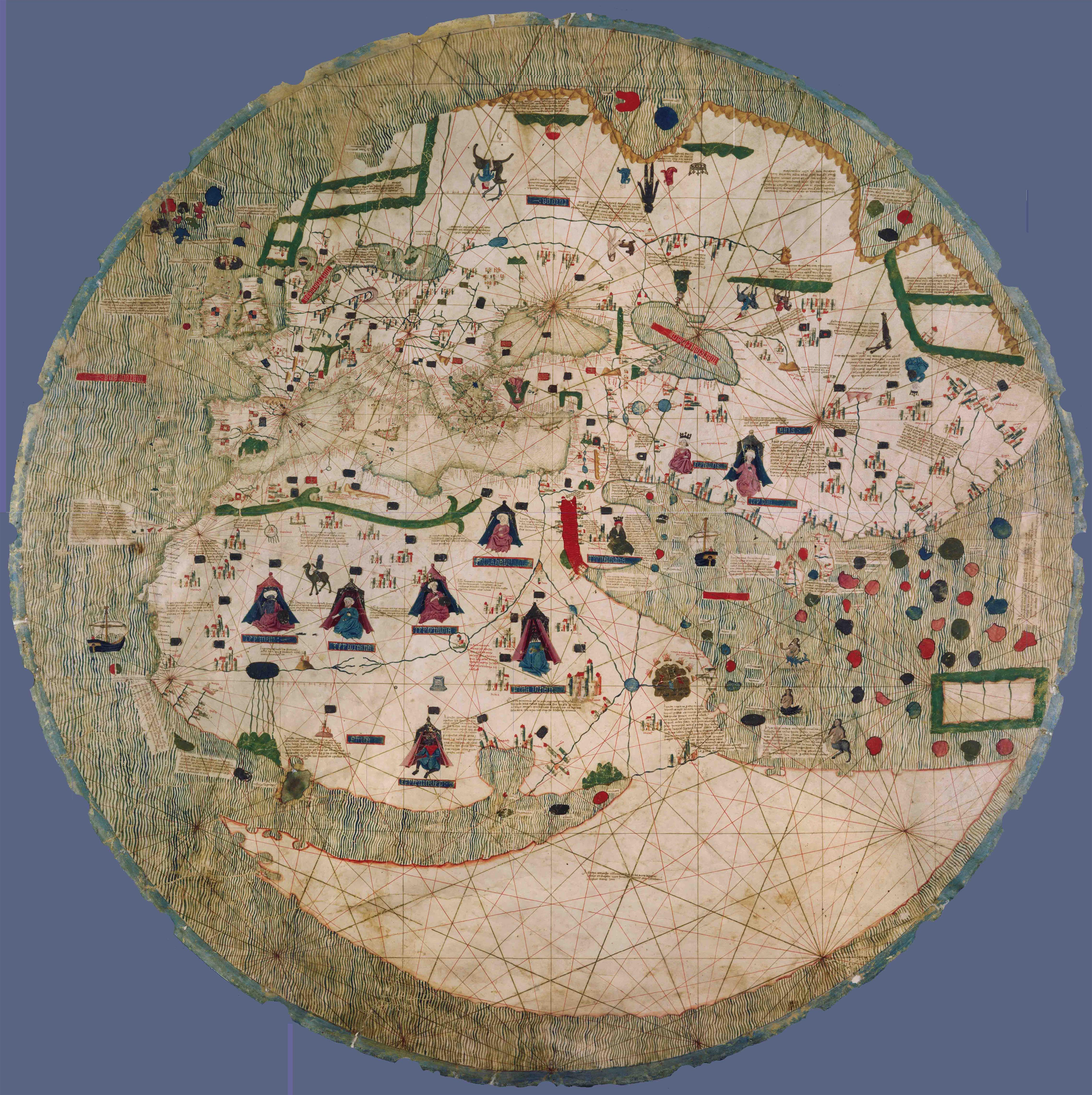
Mapamundi circular, Mapamundi estense, anónimo atribuido a Pere Rossell (1450 ca.)